# قاسم رضایی (نظامی)
قاسم رضایی سرتیپ پاسدار فرماندهی انتظامی جمهوری اسلامی ایران است، که از اردیبهشت ۱۳۹۹ به‌عنوان جانشین فرمانده کل انتظامی جمهوری اسلامی ایران فعالیت می‌کند.
وی در خلال جنگ ایران و عراق از اعضای سپاه پاسداران بود. رضایی از ۱۳۸۸ تا ۱۳۹۳ به‌عنوان معاون عملیات نیروی انتظامی فعالیت می‌کرد و در فاصله سالهای ۱۳۹۳ تا ۱۳۹۹ فرماندهی مرزبانی جمهوری اسلامی ایران را برعهده داشت.

## برخورد با اراذل
قاسم رضایی در دی‌ماه ۱۳۹۹ در جایگاه جانشین فرمانده نیروی انتظامی، در مصاحبه‌ای که با خبرنگار ایرنا در ستاد فرماندهی انتظامی تهران بزرگ انجام داد، به ماموران نیروی انتظامی دستور داد، در صحنه درگیری، دست و پای کسانی که قمه دارند را بشکنند. وی در این مصاحبه به قلم کردن دست و پای مجرمان تاکید کرد و خطاب به ماموران گفت: 
باید کاری کنید که قمه را بیندازند، یعنی دست نداشته باشند. اگر این افراد را در صحنه درگیری بازداشت کردید و من ببینم اینجا سالم وایساده‌اند، باید پاسخ دهید که چرا سالم‌اند. اگر در صحنه درگیری قمه دستش بوده، من باید ببینم که دستش شکسته است. باید دستشان شکسته و نیم‌تنه آن‌ها افتاده باشد. اگر قداره کشیدند باید قلم پایشان را بشکنید.

## جایزه‌ها و نشان‌های افتخار
این بخش شامل نشان‌ها و جایزه‌های رسمی قاسم رضایی است، که بر روی لباس همسان او نصب می‌شود، ولی جایزه‌های غیرنظامی و غیررسمی را در برنخواهد داشت.

### آرم‌ها
| آرم‌های سینه        |                       |
| دانشگاه دافوس سپاه | دانشگاه عالی دفاع ملی |

| آرم‌های بازو     |
| فرماندهی و ستاد |
| پرچم ایران      |

### نوار نشان‌ها
|  |  |  |
|  |  |  |
|  |  |  |

### نام نشان‌ها
| دوره کارشناسی          | نشان جانبازی |            |
| دوره سوم دانشگاه افسری | دوره دافوس   | نشان ایثار |
| دوره دوم دانشگاه افسری | دوره مقدماتی | دوره عالی  |